# Muganska ravnica
Muganska ravnica ili Muganska stepa (azerski: Muğan düzü, perzijski: دشت مغان, romanizirano kao Dašt-i Mughān ruski: Муганская равнина, равнина Муган, Муганская степь) je aluvijalna ravan u južnom Azerbajdžanu i sjeverozapadnom Iranu koja se prostire južno od mjesta slijevanja rijeke Aras u Kuru.
Zajedno s Karabaškom, Miljskom i Širvanskom ravnicom čini Kura-arasku nizinu.
Na istoku graniči s Kurom, na zapadu s Arasom, a na jugu s Tališinskim visočjem. Na jugu se postupno stapa s Lenkoranjskom nizinom. Uglavnom se nalazi ispod razine mora.
Vegetacija je polupustinska. Rastu pelin, solnjače i efemeroidne biljke. Od životinja žive crnorepa gazela, miševi i zmije. Dio stepe je zakonom zastićen, dio se koristi za navodnjavanje, a dio za uzgoj pamuka.
Od gradova nalaze se Saljan, Širvan, Satli i Sabirabad.
Početkom 20. stoljeća Mugansku ravnicu su naseljavali ruski molokani.